# Stevin Smith
Stevin Smith, né le 24 janvier 1972 à Dallas (Texas), est un ancien joueur de basket-ball américain, qui évoluait au poste de meneur.

## Carrière

### Universitaire
Stevin Smith joua de 1990 à 1994 pour le programme de basket-ball de l'Université d'État de l'Arizona.

#### Scandale des matches truqués
Stevin Smith et son coéquipier Isaac Burton sont impliqués dans un scandale de matches truqués avec leur équipe universitaire des Sun Devils d'Arizona State en NCCA. Stevin est arrêté en 1997 par le FBI et plaide coupable, admettant avoir accepté des pots-de-vin pour truquer quatre matchs en 1994. Il est alors condamné à un an et un jour de prison. 
Stevin Smith n'est pas sélectionné à la draft 1994, il se doute alors que certaines personnes au sein de la NBA savaient déjà pour les matchs truqués avant même la conclusion de l'enquête alors encore en cours.
En 2021, Netflix consacre un épisode de la série documentaire : Bad Sport : la triche organisé nommé « Pacte avec les Diables »   (Bad Sport: Hoop Schemes en anglais, saison 1 épisode 1) sur ce scandale de matches truqués.

### Clubs
- 1994-1994 :  Huesca (LEB)
- 1994-1994 :  Grand Rapids Hoops  (CBA)
- 1995-1996 :  Sunkist Orange (1er division)
- 1995-1996 :  Grand Rapids Hoops  (CBA)
- 1996-1997 :  Sioux Falls Skyforce  (CBA)
- 1997-1997 :  Dallas Mavericks (NBA)
- 1997-1998 :  Olympique d'Antibes Juan-les-Pins (Pro A)
- 1998-1999 :  Kusadasi Spor Kulubu (1er division)
- 2000-2001 :  Olympique d'Antibes Juan-les-Pins (Pro A)
- 2001-2002 :  SLUC Nancy (Pro A)
- 2002-2003 :  ASVEL Villeurbanne (Pro A)
- 2003-2004 :  Hapoel Ironi Nahariya (1er division)
- 2004-2006 :  MBK Dynamo Moscou (Superligue)
- 2006-2007 :  Scafati (Lega A)
- 2007-2008 :  Academic Sofia (1er division)

## Palmarès

### En club
- Champion CBA 1995-1996 avec Sioux Falls Skyforce
- Vainqueur de la coupe Korac 2001-2002 avec SLUC Nancy
- Finaliste Championnat de France en 2003 avec l'ASVEL

### Distinctions
- Champion du monde des moins de 22 ans en 1993 avec les États-Unis.
- Participe au CBA All Star Game en 1997
- Participe au All Star Game français en 2001 et 2002